# Der Feuersturm (Raumschiff Enterprise – Das nächste Jahrhundert)
Der Feuersturm (Originaltitel: Lessons) ist die 19. Folge der sechsten Staffel der US-amerikanischen Science-Fiction-Fernsehserie Raumschiff Enterprise – Das nächste Jahrhundert. Sie wurde in den Vereinigten Staaten über Syndication vermarktet und erstmals am 5. April 1993 auf verschiedenen Fernsehsendern ausgestrahlt. In Deutschland war sie zum ersten Mal am 12. Mai 1994 in einer synchronisierten Fassung auf Sat.1 zu sehen.

## Handlung
Im Jahr 2369 bei Sternzeit 46693.1 möchte Jean-Luc Picard, der Captain der Enterprise, eine Nachricht verschicken. Dies ist jedoch nicht möglich, da mehrere Computerfunktionen vorübergehend eingeschränkt wurden, damit für ein Experiment in der Stellarkartographie die nötige Rechenleistung zur Verfügung steht. Picard beschließt, sich dieses Experiment einmal genauer anzusehen, doch indem er den abgedunkelten Raum betritt, ruiniert er es. Die neue Leiterin der Stellarkartographie, Lieutenant Commander Nella Daren, macht ihm Vorwürfe und merkt erst recht spät, dass der Captain vor ihr steht. Picard ist allerdings sehr angetan von der Leidenschaft, mit der sie ihre Arbeit betreibt.
Später trifft Picard Daren erneut auf einem Konzert, bei dem sie Klavier spielt. Sie kommen danach ins Gespräch und stellen fest, dass sie beide ein großes Interesse an Musik haben. Daren besucht Picard in seinem Quartier, wo sie gemeinsam musizieren. Sie zeigt Interesse an einer ungewöhnlichen Flöte, die sich in Picards Besitz befindet. Daren und Picard treffen sich von nun an öfter zum Musizieren. Schließlich führt sie ihn zur Kreuzung zweier Jefferies-Röhren, denn sie meint, hier befände sich der akustisch perfekte Ort auf der Enterprise. Sie beginnen zu spielen und ihre Musik ist bis in den Maschinenraum zu hören. Schließlich verstummt sie und die beiden küssen sich.
Unterdessen erreicht die Enterprise eine Nachricht vom Außenposten auf Bersallis III, auf dem mehrere Feuerstürme ausgebrochen sind. Die Enterprise setzt einen Kurs, um dieses ungewöhnliche Phänomen zu erforschen.
Picard ist sich nicht sicher, wie es mit ihm und Daren weitergehen soll. Zunächst versucht er, ihren Kuss gegenüber anderen Besatzungsmitgliedern zu verheimlichen, indem er eine professionelle Distanz zwischen sich und Daren vortäuscht. Dann sucht er den Rat von Counselor Troi, denn er ist unsicher, ob er als Captain es sich erlauben kann, eine Beziehung mit einer Untergebenen anzufangen. Schließlich begibt er sich zu Daren und entschuldigt sich für sein ungeschicktes Verhalten. Er versichert ihr, dass er eine ernsthafte Beziehung mit ihr möchte, und als Beweis seiner Aufrichtigkeit offenbart er ihr einen Teil seines Seelenlebens, den er bisher mit niemandem sonst geteilt hat: Vor einigen Monaten gab es einen Zwischenfall, bei dem eine alte Raumsonde vom Planeten Kataan ihn in eine Simulation versetzte, in der er innerhalb weniger Minuten ein ganzes Leben erlebte, das sich für ihn absolut real anfühlte. In diesem zweiten Leben erlernte er die ressikanische Flöte. Sie und ihr Spiel sind alles, was ihm von diesem Erlebnis geblieben sind, und sie spielen seitdem eine sehr wichtige Rolle für ihn.
Picard und Daren stellen bald fest, dass ihre Beziehung auch Schwierigkeiten mit sich bringen kann. Daren macht einem Besatzungsmitglied leichtfertig eine Zusage für die Versetzung in ihre Abteilung, ohne das zuvor mit dem ersten Offizier Will Riker zu besprechen. Der will die Versetzung ablehnen, fühlt sich dabei aber unwohl, da Daren nun offiziell die Freundin des Captains ist.
Von Bersallis III trifft die Nachricht ein, dass sich die Intensität der Feuerstürme stark erhöht hat und sie nun zu einer Bedrohung für den Außenposten werden. Die Besatzung bittet um eine Evakuierung. Da nur wenig Zeit bleibt, schlägt Daren vor, dass mehrere Teams von der Enterprise um den Außenposten herum Wärmedeflektoren errichten, die die Feuerstürme für eine Weile aufhalten sollen. Diese Arbeit ist für die Teams sehr gefährlich und Picard macht sich Sorgen um Daren, denn sie will eines der Teams leiten. Ihm ist jedoch klar, dass er seine persönlichen Gefühle hintenanstellen muss.
Zunächst verläuft die Evakuierung nach Plan, doch dann erhöht sich die Geschwindigkeit des nahenden Feuersturms. Die gesamte Besatzung des Außenpostens kann gerettet werden, doch zu zwei Teams bricht der Kontakt ab, darunter auch das von Daren. Die Suche nach den Vermissten kann erst beginnen, wenn der Feuersturm vorübergezogen ist. Picard verbringt diese Zeit bangend in seinem Quartier. Schließlich stellt sich heraus, dass acht Besatzungsmitglieder tot sind, doch Daren und einige andere haben überlebt. Als sie allein sind, gesteht Picard Daren, dass er es zwar verkraften könne, Besatzungsmitglieder zu verlieren, doch bei ihr sei die Sache anders. Mit dem Gedanken, sie könne tot sein, kam er nicht klar und ihm wurde bewusst, dass seine geliebte Musik ihm ohne Daren nie wieder Freude machen würde. Beiden wird klar, dass ihre Beziehung unter diesen Umständen keine Zukunft hat. Sie können nicht weiter zusammen sein, solange Daren unter Picards Kommando steht, und beide hängen zu sehr an ihrer Arbeit, als dass einer von ihnen den Dienst quittieren würde. Daren lässt sich daher versetzen. Sie nimmt Picard noch das Versprechen ab, seine Musik niemals aufzugeben.

## Verbindungen zu anderen Star-Trek-Produktionen
Der Feuersturm enthält zahlreiche Verweise auf die Folge 5.25 (Das zweite Leben). Picard erzählt Daren von dem simulierten Leben, das er in dieser Folge führte, und er spielt erneut die ressikanische Flöte, deren Spiel er in Das zweite Leben erlernt hatte.

## Produktion

### Drehbuch
Bereits während der Produktion der fünften Staffel hatte Showrunner Michael Piller die Idee für eine Folge, in der Picard eine Romanze mit einem weiblichen Besatzungsmitglied der Enterprise haben sollte. Jeri Taylor zeigte hieran jedoch wenig Interesse. Erst in der sechsten Staffel wurde dieser Vorschlag wieder hervorgeholt und Taylor beauftragte Ronald Wilkerson und Jean Louise Matthias mit der Entwicklung eines Drehbuchs.

### Darsteller
Mit Wendy Hughes wurde für die Rolle der Nella Daren bewusst eine Darstellerin gecastet, die etwas älter wirkt als die früheren Liebschaften von Picard.
Nella Darens Klavierspiel wurde von der professionellen Pianistin Natalie Martin eingespielt, die zudem als Double für Wendy Hughes bei den Nahaufnahmen ihrer Klavier spielenden Hände fungierte.

### Effekte
Der Effekt des Feuersturms wurde erzeugt, indem flüssiger Stickstoff auf eine schwarze Samtdecke geschüttet und mittels eines Luftschlauchs verwirbelt wurde. Die Aufnahmen hiervon wurden digital nachbearbeitet und anschließend in die Filmaufnahmen eingefügt.

### Kulissen
In dieser Folge ist erstmals die Stellarkartographie der Enterprise zu sehen. Es handelt sich um ein wiederverwendetes Set, das in früheren Folgen das medizinische bzw. wissenschaftliche Labor darstellte. Die Stellarkartographie ist erneut im Spielfilm Star Trek: Treffen der Generationen zu sehen. Dort wurde allerdings ein neues Set verwendet.

## Rezeption
Keith DeCandido bewertete Der Feuersturm 2012 auf tor.com als eine herausragende Folge von Raumschiff Enterprise – Das nächste Jahrhundert, die eine der gelungensten Romanzen der Serie zeigt. Die Verpflichtung von Wendy Hughes empfand er als einen Glücksgriff, denn ihr Zusammenspiel mit Patrick Stewart funktioniere vom ersten Moment an perfekt. DeCandido lobte den Rückgriff auf die Folge Das zweite Leben, denn dadurch werde ein Einblick in Picards Gefühlsleben ermöglicht, an den die Zuschauer sofort anknüpfen können. Zugleich bietet sich hier eine großartige Gelegenheit für Picard, sich Daren zu öffnen, denn sie ist die erste Person, mit der er seine Erlebnisse in Das zweite Leben wirklich teilt. Weiterhin gefiel DeCandido, dass die Beziehung mit Daren letztlich aus genau den Gründen scheitert, die Picard zuvor befürchtet hatte. Als kleineren Kritikpunkt führte er an, dass er sich gewünscht hätte, die Romanze wäre über mehrere Folgen hinweg aufgebaut worden.